# Ion Andreescu
Ion Andreescu (Bukarest, 1850. február 15. – Bukarest, 1882. október 22.) román impresszionista festő. 

## Élete
Jómódú kereskedőcsaládban született. 1869-ben megszakította középiskolai tanulmányait és beiratkozott Theodor Aman festőiskolájába. 1872-ban rajzot és kalligráfiát tanított Bodzavásárban, a papnevelő intézetben. 1873-ban a helyi gimnáziumban, 1875-től az ipari iskolában volt rajztanár.
1878 végétől Párizsban tanult a Julian Akadémián. Nyáron a barbizoni iskola tagjaival festett együtt, és ekkor találkozott először Nicolae Grigorescuval. 1881-ben visszautazott hazájába, mert tüdőbajban szenvedett. 1882-ben hunyt el.
1948-ban a Román Akadémia tagjai közé választotta.

## Galéria

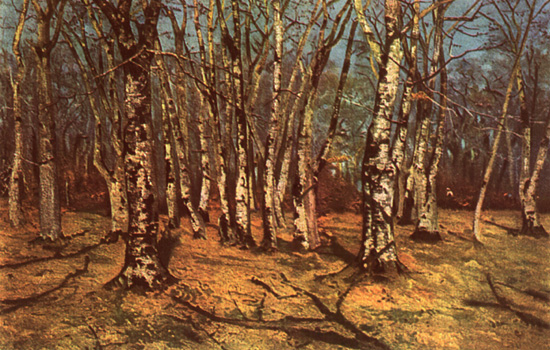
Nyírfaerdő
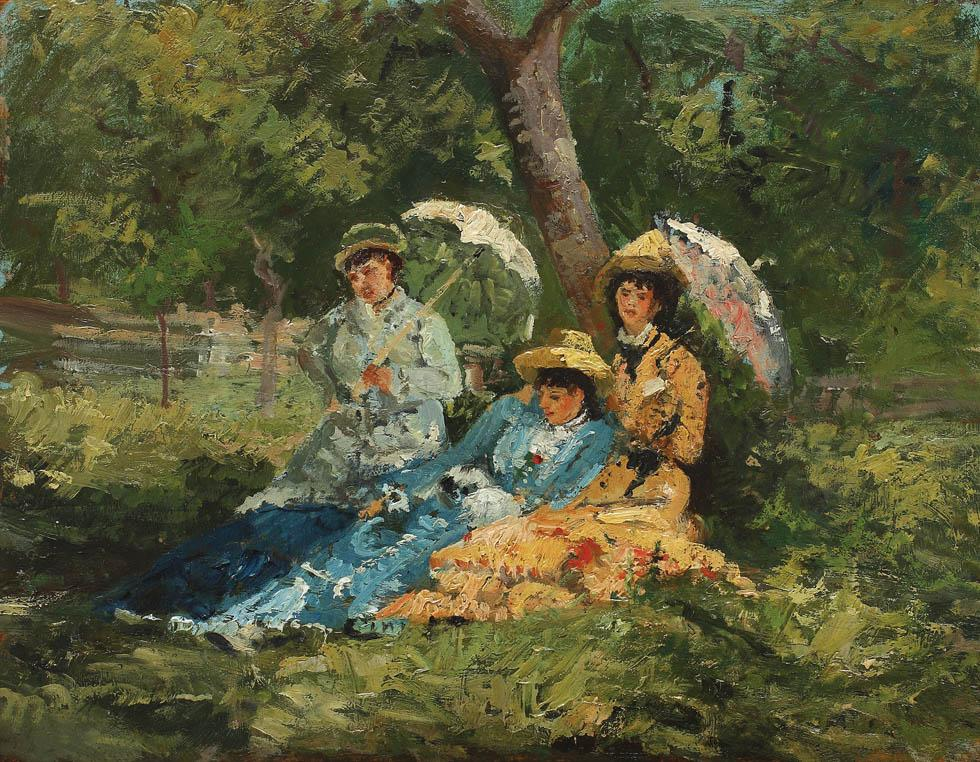
Nők parkban
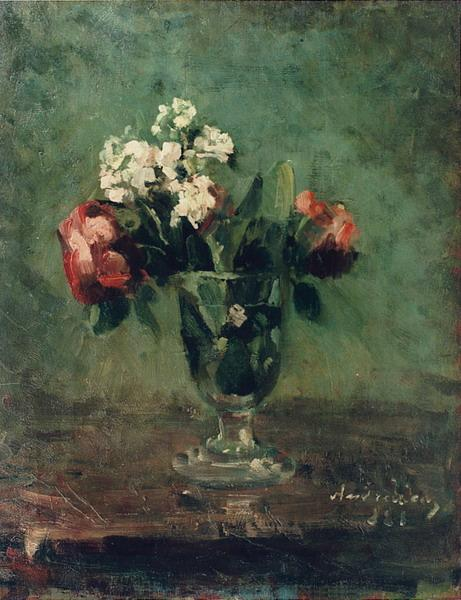
Virágok
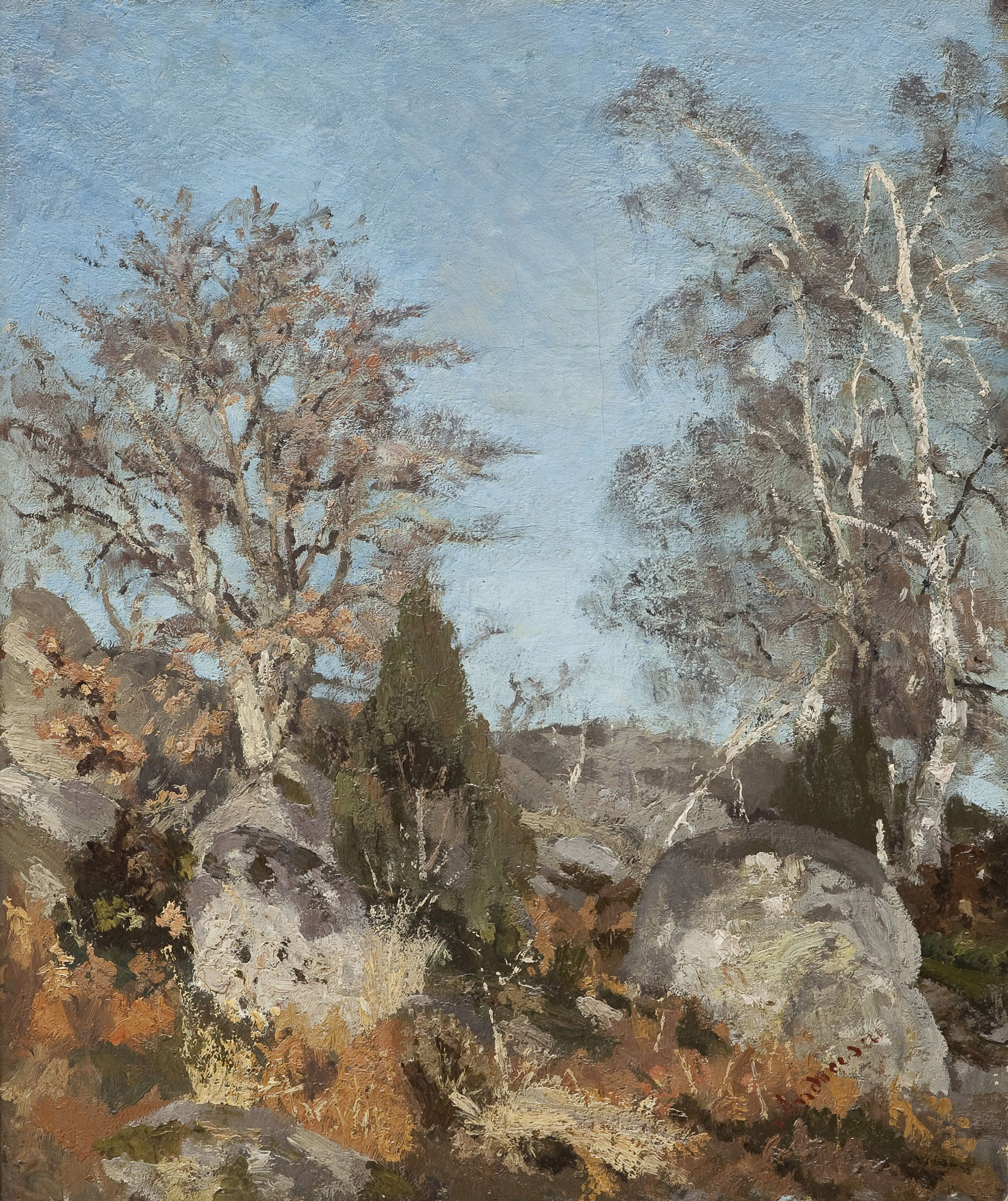
Nyírfák és sziklák
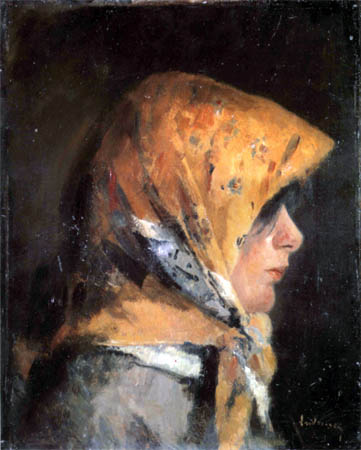
Parasztlány sárga fejkendőben
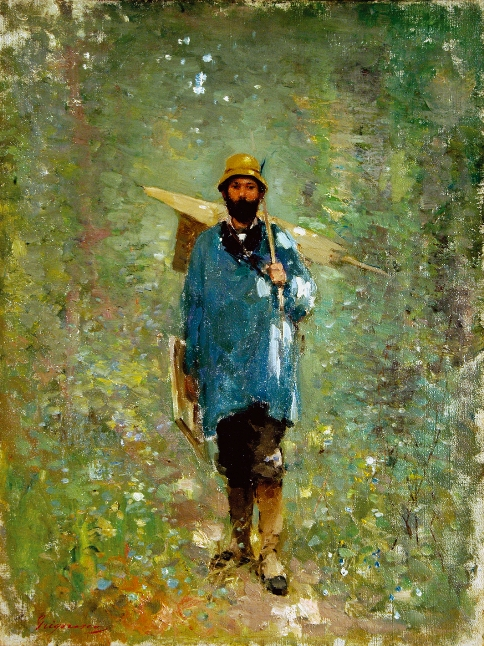
Andreescu Barbizonban (Nicolae Grigorescu festménye)